# ميتسو ماتايوشي
ميتسو ماتايوشي (5 فبراير 1944 - 20 يوليو 2018)، المعروف أيضا باسم يسوع ماتايوشيو، ناشط سياسي ياباني. ومدعي ألوهية، وزعيم ومؤسس حزب المجتمع الاقتصادي العالمي.
ولد في جينوان، أوكيناوا في 5 فبراير 1944. بعد تخرجه من جامعة تشو في طوكيو عام 1968، عاد إلى أوكيناوا وأدار مدرسة خاصة. تلقى ماتايوشي تدريبًا كواعظ بروتستانتي، ومن خلال دراساته الدينية طور مفهومًا معينًا للمسيحية متأثرًا بشدة بعلم الآخرات. وفي عام 1997، أسس حزب المجتمع الاقتصادي العالمي، وهو حزب سياسي يرتكز على إدعائه بأنه هو الإله. وهو مزيج من تنبؤات نهاية العالم المسيحي مثل كتاب أوغسطينوس "مدينة الله" . توفي بسرطان الكلى في 20 يوليو 2018 في طوكيو، عن عمر يناهز 74 عامًا.

## برنامجه السياسي
بحسب برنامجه كان عليه أن ينفذ الدينونة الأخيرة كالمسيح، ولكن ضمن النظام السياسي الحالي. وكانت خطوته الأولى هي وصوله لمنصب رئيس وزراء اليابان. ثم كان عليه أن يقوم بإصلاح المجتمع الياباني ويُعرض عليه منصب الأمين العام للأمم المتحدة. وكان ماتايوشي حينها سيحكم العالم أجمع بسلطتين شرعيتين، ليس فقط دينية بل سياسية أيضاً. وكان يهدف لتعديل النظام الاقتصادي العالمي لتشجيع كل دولة على تحقيق الاكتفاء الذاتي، بالاعتماد على الزراعة. كما أدان الإقامة الدائمة وتجنيس الأجانب لأنه رأى أن التخلي عن الوطن الأم أمر خاطئ. كان يريد أن يعود الأشخاص غير اليابانيين عرقياً إلى وطنهم الأصلي حتى لو ولدوا في اليابان. أراد أن تسحب الولايات المتحدة جيشها من جميع المواقع الخارجية، بما في ذلك أوكيناوا. وبعد حكمه كان سيلقي الفاسدين في النار (حسب تفسيره لسفر الرؤيا).

## الانتخابات
وقد قدم ماتايوشي نفسه كمرشح في العديد من الانتخابات منذ عام 1997 وحتى عام 2013، على الرغم من عدم فوزه في أي منها. أصبح معروفًا بحملاته الغريبة التي حث فيها المعارضين على الانتحار عن طريق الهارا كيري (نزع الأحشاء) وقال إنه سيلقيهم في جهنم. مثل معظم السياسيين اليابانيين، خاض حملته الانتخابية في سيارة صغيرة الحجم مزودة بمكبرات صوت كبيرة الحجم. وأطلق شعارات حملته الانتخابية بصوت مستوحى من أسلوب الكابوكي.